# Timpson (Texas)
Timpson es una ciudad ubicada en el condado de Shelby en el estado estadounidense de Texas. En el Censo de 2010 tenía una población de 1155 habitantes y una densidad poblacional de 177,24 personas por km².

## Geografía
Timpson se encuentra ubicada en las coordenadas 31°54′25″N 94°23′49″O / 31.90694, -94.39694. Según la Oficina del Censo de los Estados Unidos, Timpson tiene una superficie total de 6.52 km², de la cual 6.51 km² corresponden a tierra firme y (0.16%) 0.01 km² es agua.

## Demografía
Según el censo de 2010, había 1155 personas residiendo en Timpson. La densidad de población era de 177,24 hab./km². De los 1155 habitantes, Timpson estaba compuesto por el 59.74% blancos, el 32.64% eran afroamericanos, el 0% eran amerindios, el 0.09% eran asiáticos, el 0% eran isleños del Pacífico, el 5.45% eran de otras razas y el 2.08% pertenecían a dos o más razas. Del total de la población el 8.74% eran hispanos o latinos de cualquier raza.